# سامسونج جالكسي فيت
سامسونج جالكسي فيت (بالإنجليزية: Samsung Galaxy Fit)‏ هو هاتف ذكي من سامسونج للاتصالات ضمن سلسلة مجرة يعمل بنظام أندرويد، تم طرحه في الأسواق في مارس 2011.

## الخصائص
- نظام التشغيل: أندرويد
- الكاميرا الخلفية: 5 ميحابكسل
- الشاشة: شاشة لمس 240 × 320
- الوزن: 108 غرام
- المعالج: 600 ميجا هرتز
- الذاكرة: 160 ميجابايت